# Louis Verreydt
Louis Verreydt (ur. 25 listopada 1950 w Noorderwijk, zm. 13 sierpnia 1977 w Herentals) – belgijski kolarz szosowy, złoty medalista mistrzostw świata.

## Kariera
Największy sukces w karierze Louis Verreydt osiągnął w 1971 roku, kiedy wspólnie z Gustaafem Hermansem, Gustaafem Van Cauterem i Ludo Van Der Lindenem zdobył złoty medal w drużynowej jeździe na czas na mistrzostwach świata w Mendrisio. Był to jednak jedyny medal wywalczony przez niego na międzynarodowej imprezie tej rangi. Na tych samych mistrzostwach zajął też 42. miejsce w wyścigu ze startu wspólnego amatorów. W 1972 roku wystartował na igrzyskach olimpijskich w Monachium, gdzie razem z kolegami z reprezentacji zajął czwarte miejsce w drużynowej jeździe na czas. Ponadto w 1971 roku wygrał niemiecki Rund um Sebnitz, w 1972 roku był trzeci we francuskim Tour du Nord i szwajcarskim Grand Prix Guillaume Tell, a w 1974 roku był najlepszy w belgijskim Dwars door Vlaanderen. Jako zawodowiec startował w latach 1972-1975.